# Jordbro värmekraftverk

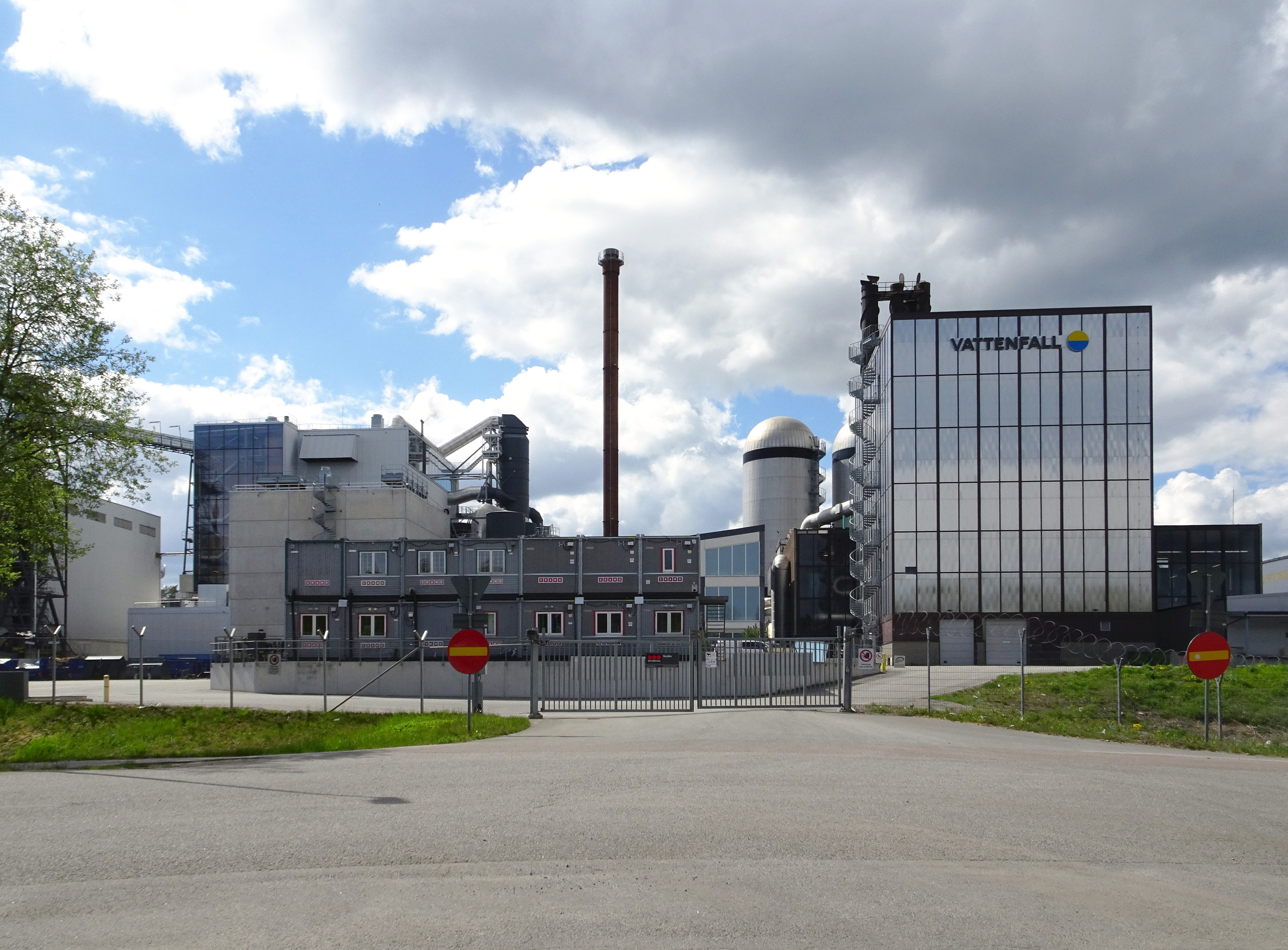
Anläggningen sedd från Nynäsvägen.

Jordbro värmekraftverk (Kalvsvik 11:401) ligger i triangeln mellan Nynäsbanan, gamla Nynäsvägen och Haningeleden i kommundelen Jordbro i Haninge kommun, Stockholms län. Anläggningen är ett värmekraftverk för produktion av fjärrvärme som togs i drift 1968.

## Historik

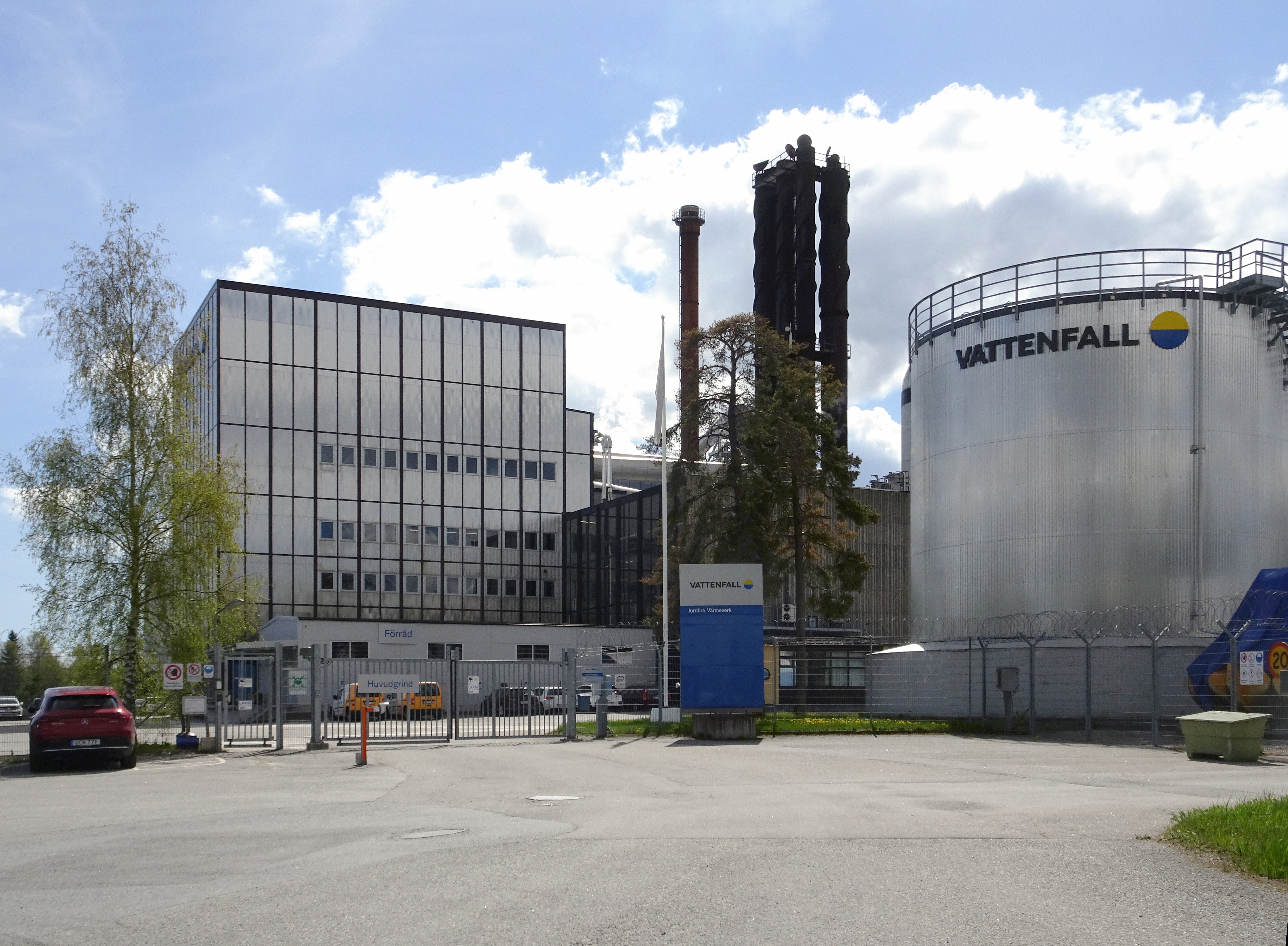
Infarten till kraftverket.

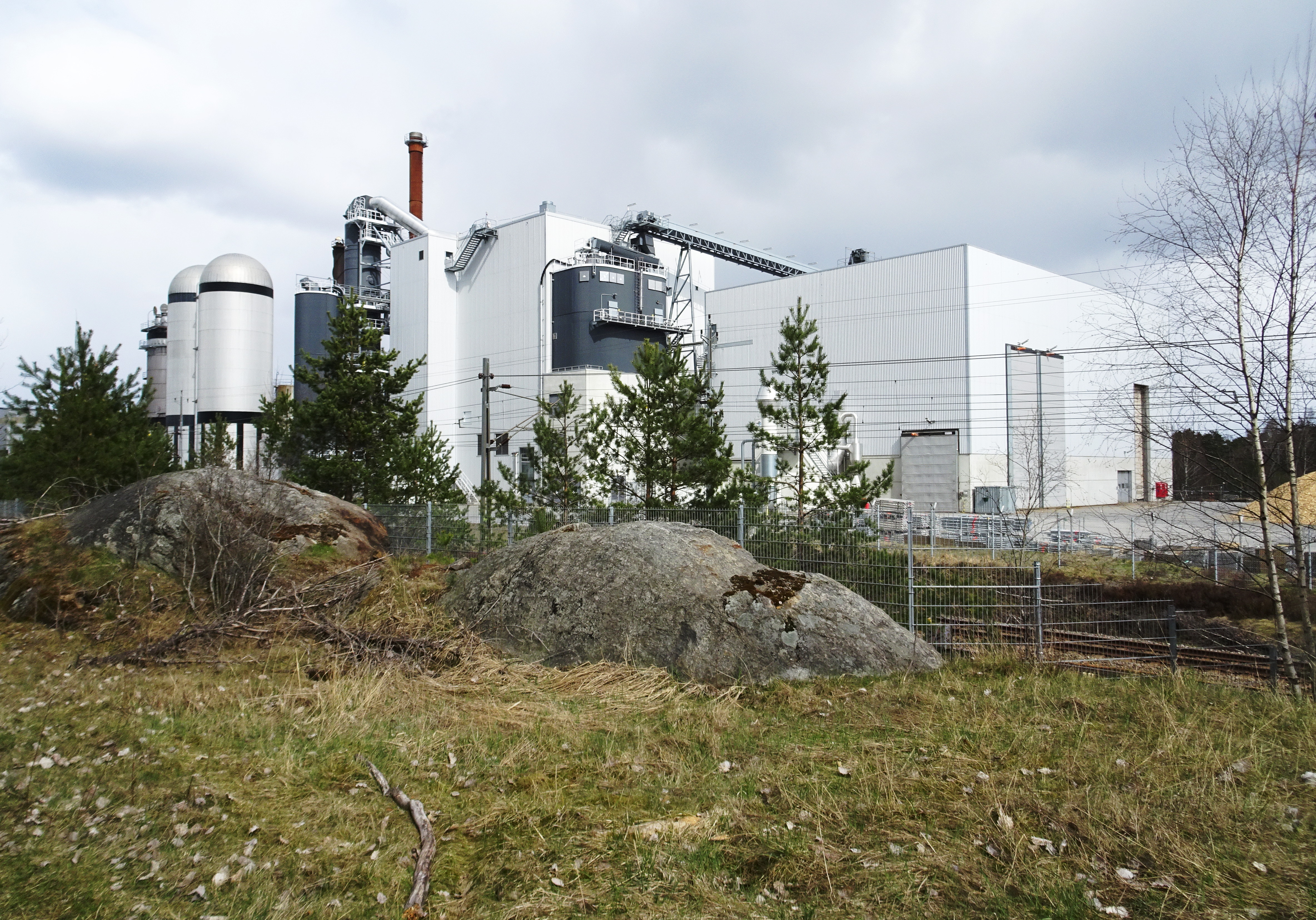
Anläggningen sedd från väster.

Anläggningen, som ursprungligen kallades Österhaninge värmeverk, började uppföras i mitten av 1960-talet och skulle förse den nya förorten Jordbro med fjärrvärme. Anläggningens första byggnader ritades av Lundgren & Lewné arkitektkontor och togs i drift 1968. Sedan dess har verket utökats och moderniserats kontinuerligt.
År 1994 förvärvades anläggningen av Vattenfall. Samtidigt invigdes en ny biopulveranläggning. Nuvarande kontroll- och kontorsbyggnad uppfördes 2011 efter ritningar av Swecos arkitekter. För produktion av fjärrvärme används sedan 2008 enbart biobränslen, främst träflis och träavfall från byggindustrin. Fjärrvärme återvinns även av överskottsvärme från närbelägna Dagabs centrallager i Jordbro industriområde. 
Fjärrvärmen distribueras till Nacka, Haninge, Tyresö och Värmdö kommuner. Anläggningen kan även producera elektricitet. Fjärr- och kraftvärmeverket i Jordbro är Vattenfalls näst största anläggning i Sverige. Verket består av två baslastpannor och tre mindre biooljeeldade pannor, de senare för att användas vid spetslast.

### Fakta
- Elektisk effekt: 20 MWe ("Megawatt electrical")
- Värmeeffekt: 239 MWth ("Megawatt thermal")
- Teknik: CHP-kraftverk ("Combined Heat and Power")
- Huvudbränsle: Biomassa
- Bränslelager (volym): 5 400m³
- Fjärrvärmenät: 130 km ledning
- Produktion (2011): 700 GWh värme + el
- Omsättning (2011): 450 miljoner kronor